# Implosiva retrofleja sonora
La implosiva retrofleja sonora es un tipo de sonido consonántico. No se tiene constancia en que sea fonológicamente distinto del alveolar /ɗ/ en ningún idioma. El sindi tiene una implosiva que varía entre articulación dental y retrofleja, mientras que el oromo, saraiki y ngad'a tienen /ᶑ/ pero no /ɗ/.
El símbolo para esto, ⟨ᶑ⟩ (una D con una cola para indicar una consonante retrofleja y una punta de gancho para implosivo), no está aprobado explícitamente por el AFI, pero se menciona en el Manual de éste.

## Características
Las características de la implosiva retrofleja sonora son:
- Su forma de articulación es oclusiva, lo que significa que se produce obstruyendo el flujo de aire en el tracto vocal. Como la consonante también es oral, sin salida nasal, el flujo de aire está completamente bloqueado y la consonante es una oclusiva.
- Su lugar de articulación es retrofleja, lo que significa que está articulado con la punta de la lengua enrollada de forma que ésta sea postalveolar.
- Su fonación es sonora, lo que significa que las cuerdas vocales vibran durante la articulación.
- Es una consonante oral, lo que indica que se permite que el aire escape solo por la boca.
- Es una consonante central, esto es, que es producido al dirigir el flujo de aire al centro de la lengua, en vez de sus extremos.
- El mecanismo de flujo de aire es implosivo (ingreso glotalico), lo que significa que se produce al aspirar aire bombeando la glotis hacia abajo. Dado que se expresa, la glotis no está completamente cerrada, pero permite que una corriente de aire pulmonar escape a través de ella.

## Ocurrencia
| Idioma  | Idioma  | Palabra | AFI     | Significado | Notas |
| ------- | ------- | ------- | ------- | ----------- | --- |
| Marwari |         |         |         |             | |
| Ngadha  | Ngadha  | mo dh e | [ˈmoᶑe] | 'bien'      | |
| Oromo   | Oromo   | dh uma  | [ᶑʊmɐ]  | 'fin'       | |
| Saraiki | Saraiki | ݙاک     | [ᶑak]   | 'correo'    | Ya sea apical o subapical, el lugar de articulación es más adelante que para las pausas retroflejas, no contrasta con una implosiva dental. |